# Били-Кюель (озеро, бассейн Сюкюртяха)
Били-Кюель (также Билин-Кюёль) — пресное озеро на севере Якутии (Усть-Янский район). 
Расположено в центре Яно-Индигирской низменности, к юго-западу от озёр Эселях и Урюнг-Улах и к северу от озера Хохолун. Имеет лопастную форму. Берега умеренно изрезаны, покрытые тундровой растительностью, заболоченные на северо-востоке и слабо всхолмленные на юге (отметка высоты 34 м). Река Сюрюктях, впадающая в Селляхскую губу, протекает через озеро с востока на запад. При впадении реки — небольшой остров.
Площадь озера составляет 17,8 км². Площадь водосбора — 1310 км². Длина озера около 6,2 км, максимальная ширина в центральной части — около 4,3 км. Находится на высоте 1 м над уровнем моря.
Ближайший населенный пункт, село Тумат, находится примерно в 74 км к юго-западу.